# والنات پارک (کالیفرنیا)
والنات پارک (به انگلیسی: Walnut Park) یک منطقهٔ مسکونی در ایالات متحده آمریکا است که در شهرستان لس‌آنجلس، کالیفرنیا واقع شده‌است. والنات پارک ۱٫۹۳۷ کیلومتر مربع مساحت و ۱۵٬۹۶۶ نفر جمعیت دارد و ۴۵ متر بالاتر از سطح دریا واقع شده‌است.